# Traminda diatomata
Traminda diatomata är en fjärilsart som beskrevs av Walker 1862. Traminda diatomata ingår i släktet Traminda och familjen mätare. Inga underarter finns listade i Catalogue of Life.